# 里湖 (洪湖市)
里湖是一个位于中华人民共和国湖北省洪湖市的湖泊，面积约为8平方千米。